# Curling-Weltmeisterschaft der Damen 1993

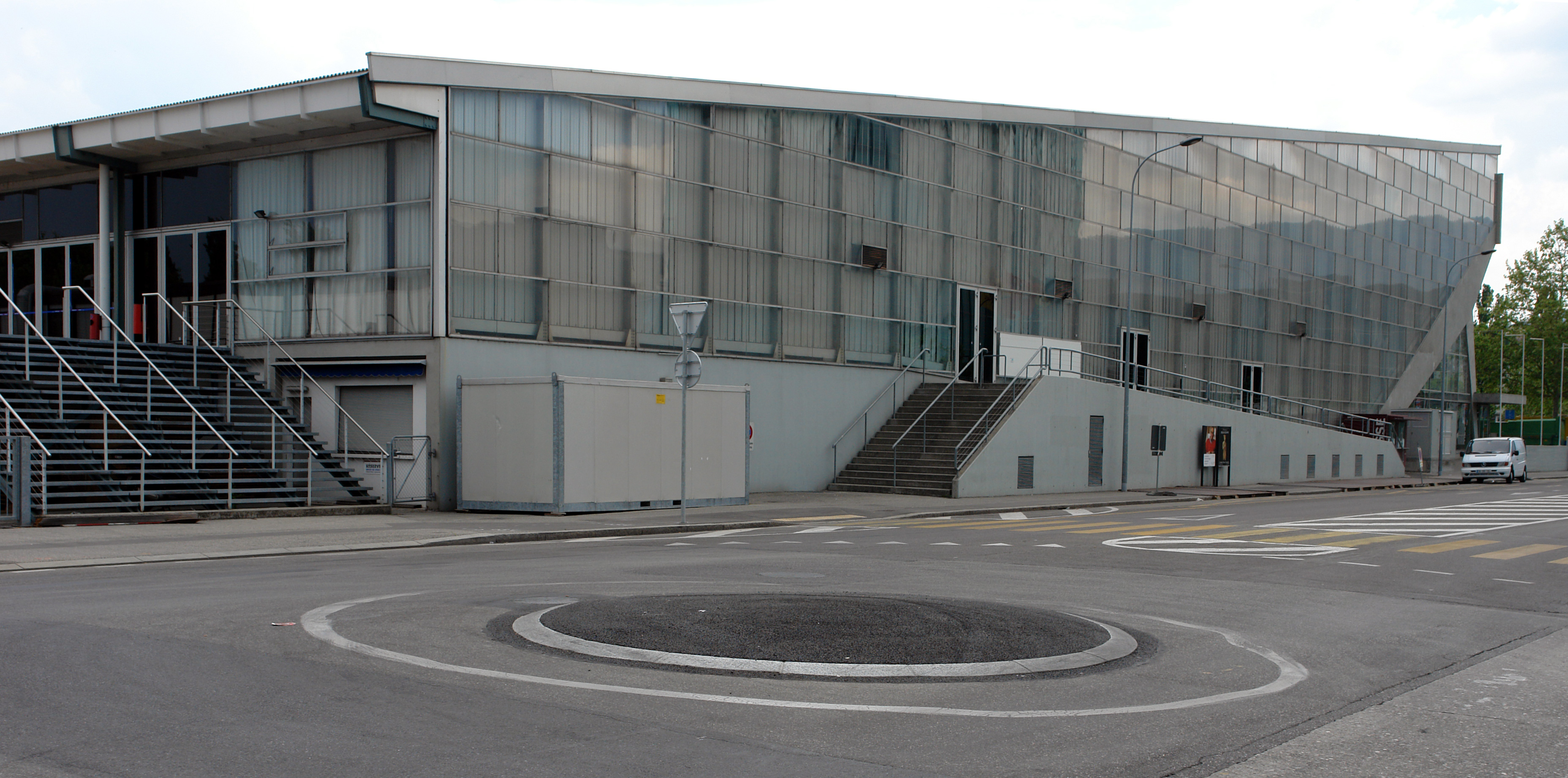
Das Patinoire des Vernets in Genf

Die Curling-Weltmeisterschaft der Damen 1993 (offiziell: World Women’s Curling Championship 1993) war die 15. Austragung der Welttitelkämpfe im Curling der Damen. Das Turnier wurde vom 28. März bis 4. April des Jahres in der Schweizer Stadt Genf im Patinoire des Vernets ausgetragen.
Deutschland konnte nach dem schlechten Abschneiden im Vorjahr das Finale erreichen und musste sich nur Rekordweltmeister Kanada geschlagen geben. Den dritten Platz und die Bronzemedaille teilten sich die skandinavischen Teams aus Norwegen und Schweden. England nahm erstmals an einer Damen-WM teil.
Gespielt wurde ein Rundenturnier (Round Robin), was bedeutet, dass Jeder gegen jeden antritt. 

## Teilnehmende Nationen
| Deutschland | England | Finnland | Japan | Kanada |
| --- | --- | --- | --- | --- |
| Füssen CC, Füssen Skip: Janet Strayer Third: Josefine Einsle Second: Petra Tschetsch-Hiltensberger Lead: Karin Fischer Ersatz: Elisabeth Ländle | Bradford CC, Bradford Skip: Sally Gray Third: Sarah Johnston Second: Janice Manson Lead: Pamela Wright Ersatz: Alison Bowman          | Hyvinkää CC, Hyvinkää Skip: Jaana Jokela Third: Terhi Aro Second: Heidi Koskiheimo Lead: Mari Lundén Ersatz: Marita Ripatti      | Obihiro CC, Obihiro Skip: Mayumi Seguchi Third: Mayumi Abe Second: Hidemi Itai Lead: Akemi Niwa Ersatz: Naomi Kawano                               | Caledonian CC, Regina Skip: Sandra Peterson Third: Jan Betker Second: Joan McCusker Lead: Marcia Gudereit Ersatz: Anita Ford |
| Norwegen | Schottland | Schweden | Schweiz | Vereinigte Staaten |
| Snarøen CC, Oslo Skip: Dordi Nordby Third: Hanne Pettersen Second: Marianne Aspelin Lead: Cecilie Torhaug                                       | Wigtown CC, Stranraer Skip: Christine Cannon Third: Claire Milne Second: Mairi Herd Lead: Margaret Richardson Ersatz: Jackie Lockhart | Umeå CK, Umeå Skip: Elisabet Johansson Third: Katarina Nyberg Second: Louise Marmont Lead: Elisabeth Persson Ersatz: Annika Lööf | Lausanne-Olympique CC, Lausanne Skip: Janet Hürlimann Third: Angela Lutz Second: Laurence Bidaud Lead: Sandrine Mercier Ersatz: Laurence Morisetti | Denver CC, Denver Skip: Sharon O’Brien Third: Dawna Bennett Second: Susan Anschuetz Lead: Pam Finch Ersatz: Kathy Frankowiak |

## Tabelle der Round Robin
| Schlüssel | Schlüssel                       |
| --------- | ------------------------------- |
|           | Qualifiziert für das Halbfinale |

| Platz | Team               | Spiele | Siege | Ndlg. |
| ----- | ------------------ | ------ | ----- | ----- |
| 1.    | Deutschland        | 9      | 8     | 1     |
| 2.    | Schweden           | 9      | 7     | 2     |
| 3.    | Kanada             | 9      | 7     | 2     |
| 4.    | Norwegen           | 9      | 6     | 3     |
| 5.    | Schottland         | 9      | 6     | 3     |
| 6.    | Japan              | 9      | 3     | 6     |
| 7.    | Schweiz            | 9      | 3     | 6     |
| 8.    | Vereinigte Staaten | 9      | 2     | 7     |
| 9.    | England            | 9      | 2     | 7     |
| 10.   | Finnland           | 9      | 1     | 8     |

## Ergebnisse der Round Robin

### Runde 1
| Begegnung                    | Resultat |
| ---------------------------- | -------- |
| England – Vereinigte Staaten | 9:8      |

| Begegnung             | Resultat |
| --------------------- | -------- |
| Finnland – Schottland | 6:7      |

| Begegnung                        | Resultat |
| -------------------------------- | -------- |
| Deutschland – Vereinigte Staaten | 7:3      |

| Begegnung        | Resultat |
| ---------------- | -------- |
| Schweden – Japan | 10:3     |

| Begegnung         | Resultat |
| ----------------- | -------- |
| Kanada – Norwegen | 12:3     |

### Runde 2
| Begegnung           | Resultat |
| ------------------- | -------- |
| Finnland – Norwegen | 4:12     |

| Begegnung             | Resultat |
| --------------------- | -------- |
| Deutschland – England | 6:5      |

| Begegnung          | Resultat |
| ------------------ | -------- |
| Japan – Schottland | 2:11     |

| Begegnung        | Resultat |
| ---------------- | -------- |
| Kanada – Schweiz | 6:5      |

| Begegnung                     | Resultat |
| ----------------------------- | -------- |
| Schweden – Vereinigte Staaten | 15:2     |

### Runde 3
| Begegnung              | Resultat |
| ---------------------- | -------- |
| Norwegen – Deutschland | 8:5      |

| Begegnung          | Resultat |
| ------------------ | -------- |
| England – Finnland | 2:11     |

| Begegnung         | Resultat |
| ----------------- | -------- |
| Kanada – Schweden | 3:10     |

| Begegnung            | Resultat |
| -------------------- | -------- |
| Schweiz – Schottland | 6:7      |

| Begegnung                  | Resultat |
| -------------------------- | -------- |
| Vereinigte Staaten – Japan | 8:6      |

### Runde 4
| Begegnung             | Resultat |
| --------------------- | -------- |
| Schottland – Norwegen | 6:3      |

| Begegnung                     | Resultat |
| ----------------------------- | -------- |
| Vereinigte Staaten – Finnland | 7:6      |

| Begegnung        | Resultat |
| ---------------- | -------- |
| England – Kanada | 3:13     |

| Begegnung           | Resultat |
| ------------------- | -------- |
| Japan – Deutschland | 3:12     |

| Begegnung          | Resultat |
| ------------------ | -------- |
| Schweden – Schweiz | 7:6      |

### Runde 5
| Begegnung       | Resultat |
| --------------- | -------- |
| Schweiz – Japan | 8:4      |

| Begegnung            | Resultat |
| -------------------- | -------- |
| Schottland – England | 12:1     |

| Begegnung              | Resultat |
| ---------------------- | -------- |
| Deutschland – Schweden | 6:5      |

| Begegnung         | Resultat |
| ----------------- | -------- |
| Finnland – Kanada | 3:11     |

| Begegnung                     | Resultat |
| ----------------------------- | -------- |
| Norwegen – Vereinigte Staaten | 10:6     |

### Runde 6
| Begegnung          | Resultat |
| ------------------ | -------- |
| Norwegen – England | 8:6      |

| Begegnung             | Resultat |
| --------------------- | -------- |
| Schottland – Schweden | 4:7      |

| Begegnung      | Resultat |
| -------------- | -------- |
| Japan – Kanada | 3:12     |

| Begegnung              | Resultat |
| ---------------------- | -------- |
| Deutschland – Finnland | 10:7     |

| Begegnung                    | Resultat |
| ---------------------------- | -------- |
| Schweiz – Vereinigte Staaten | 9:5      |

### Runde 7
| Begegnung          | Resultat |
| ------------------ | -------- |
| Schweden – England | 9:5      |

| Begegnung        | Resultat |
| ---------------- | -------- |
| Norwegen – Japan | 9:3      |

| Begegnung          | Resultat |
| ------------------ | -------- |
| Schweiz – Finnland | 7:4      |

| Begegnung            | Resultat |
| -------------------- | -------- |
| Deutschland – Kanada | 8:7      |

| Begegnung                       | Resultat |
| ------------------------------- | -------- |
| Schottland – Vereinigte Staaten | 11:2     |

### Runde 8
| Begegnung                   | Resultat |
| --------------------------- | -------- |
| Kanada – Vereinigte Staaten | 9:3      |

| Begegnung           | Resultat |
| ------------------- | -------- |
| Schweden – Norwegen | 5:8      |

| Begegnung        | Resultat |
| ---------------- | -------- |
| Japan – Finnland | 10:5     |

| Begegnung         | Resultat |
| ----------------- | -------- |
| Schweiz – England | 5:10     |

| Begegnung                | Resultat |
| ------------------------ | -------- |
| Schottland – Deutschland | 4:6      |

### Runde 9
| Begegnung          | Resultat |
| ------------------ | -------- |
| Norwegen – Schweiz | 5:6      |

| Begegnung       | Resultat |
| --------------- | -------- |
| England – Japan | 4:10     |

| Begegnung                        | Resultat |
| -------------------------------- | -------- |
| Vereinigte Staaten – Deutschland | 3:6      |

| Begegnung           | Resultat |
| ------------------- | -------- |
| Kanada – Schottland | 7:5      |

| Begegnung           | Resultat |
| ------------------- | -------- |
| Finnland – Schweden | 3:10     |

## Play-off

### Turnierbaum
|  | Halbfinale | Halbfinale  | Halbfinale |  |  | Finale | Finale      | Finale |
|  |            |             |            |  |  |        |             |        |
|  |            |             |            |  |  |        |             |        |
|  | 1          | Deutschland | 5          |  |  |        |             |        |
|  | 4          | Norwegen    | 3          |  |  |        |             |        |
|  |            |             |            |  |  | 1      | Deutschland | 3      |
|  |            |             |            |  |  | 3      | Kanada      | 5      |
|  | 2          | Schweden    | 7          |  |  |        |             |        |
|  | 3          | Kanada      | 10         |  |  |        |             |        |
|  |            |             |            |  |  |        |             |        |

### Halbfinale
| Begegnung              | Resultat |
| ---------------------- | -------- |
| Deutschland – Norwegen | 5:3      |

| Begegnung         | Resultat |
| ----------------- | -------- |
| Schweden – Kanada | 7:10     |

### Finale
| Team        |  | 1 | 2 | 3 | 4 | 5 | 6 | 7 | 8 | 9 | 10 | Gesamt |
| ----------- |  | - | - | - | - | - | - | - | - | - | -- | ------ |
| Deutschland |  | 0 | 0 | 0 | 1 | 0 | 1 | 0 | 1 | 0 | X  | 3      |
| Kanada      |  | 0 | 1 | 0 | 0 | 2 | 0 | 1 | 0 | 1 | X  | 5      |

## Endstand
| Platz | Land               |
| ----- | ------------------ |
| 1     | Kanada             |
| 2     | Deutschland        |
| 3     | Norwegen           |
| 3     | Schweden           |
| 5     | Schottland         |
| 6     | Japan              |
| 7     | Schweiz            |
| 8     | Vereinigte Staaten |
| 9     | England            |
| 10    | Finnland           |